# Mac Coy aux poings d'or
Pour plus de détails, voir Fiche technique et Distribution.
Mac Coy aux poings d'or (Killer McCoy) est un film américain en noir et blanc réalisé par  Roy Rowland, sorti en 1947.

## Synopsis
Le jeune Tommy McCoy est un dur de New York, proche de son père, Brian, un artiste de variétés. Un soir, alors que son père chante et danse pour le public lors d'un match de boxe, Tommy accepte de relever le défi d'aller sur le ring ; il assomme son adversaire. Le champion des poids légers Johnny Martin est impressionné. Il emmène les McCoy sur la route, laissant Brian jouer et montrant à Tommy les ficelles du métier de boxe. Tommy gagne plusieurs combats et monte en popularité, mais après avoir tué un adversaire sur le ring, il veut abandonner. Puis il découvre que son père est lourdement endetté auprès du racketteur Jim Caighn et qu'il a misé sur les gains de Tommy.

## Fiche technique
- Titre : Mac Coy aux poings d'or
- Titre original : Killer McCoy
- Réalisation : Roy Rowland
- Production : Sam Zimbalist
- Société de production et de distribution : Metro-Goldwyn-Mayer
- Scénario : Frederick Hazlitt Brennan, d'après une histoire de George Bruce, Thomas Lennon et George Oppenheimer
- Photographie : Joseph Ruttenberg
- Montage : Ralph E. Winters
- Direction artistique : Cedric Gibbons et Eddie Imazu
- Décors : Richard E. Thomas et Edwin B. Willis
- Montage : Ralph E. Winters
- Musique : David Snell
- Chorégraphe : Stanley Donen
- Pays : États-Unis
- Langue : anglais
- Format : Noir et blanc - 35 mm - 1,37:1 - Son : Mono (Western Electric Sound System)
- Genre : Drame
- Durée : 104 min
- Dates de sortie : 
  - États-Unis : décembre 1947
  - France : 27 août 1948

## Distribution
- Mickey Rooney : Tommy McCoy / Killer McCoy
- Brian Donlevy : Jim Caighn
- Ann Blyth : Sheila Carrson
- James Dunn : Brian McCoy
- Tom Tully : Cecil Y. Walsh
- Sam Levene : Happy
- Walter Sande : Bill Thorne
- Mickey Knox : Johnny Martin
- James Bell : Père Patrick Ryan
- Gloria Holden : Mme Laura McCoy
- Eve March : Mme Martin
- June Storey : Arlene - Serveuse
- Douglas Croft : Danny Burns
- Bob Steele : Marin
- David Clarke : Pete Mariola

Acteurs non crédités :
- John Kellogg : Svengross
- Shelley Winters : Serveuse